# Racine County
Das Racine County ist ein County im US-amerikanischen Bundesstaat Wisconsin. Im Jahr 2020 hatte das County 197.727 Einwohner und eine Bevölkerungsdichte von 229,1 Einwohnern pro Quadratkilometer. Der Verwaltungssitz (County Seat) ist Racine.

## Geografie
Das County liegt im Südosten Wisconsins, ist im Süden etwa 30 km von Illinois entfernt und grenzt im Osten an den Michigansee. Es hat eine Fläche von 2051 Quadratkilometern, wovon 1188 Quadratkilometer Wasserfläche sind.
Im Osten des Countys liegt die Mündung des Root River in den Michigansee. Im Westen wird das County von Nord nach Süd vom Fox River durchflossen, der über den Illinois River zum Stromgebiet des Mississippi gehört.
An das Racine County grenzen folgende Nachbarcountys:
| Waukesha County |                | Milwaukee County |
| Walworth County |                |                  |
|                 | Kenosha County |                  |

Das County wird vom Office of Management and Budget zu statistischen Zwecken als Racine–Mount Pleasant, WI Metropolitan Statistical Area geführt.

## Geschichte
Das Racine County wurde 1836 als Original-County aus Teilen des Wisconsin-Territoriums gebildet. Benannt wurde es, ebenso wie die Bezirkshauptstadt, nach der ehemaligen französischen Bezeichnung für den Root River.

## Bevölkerung

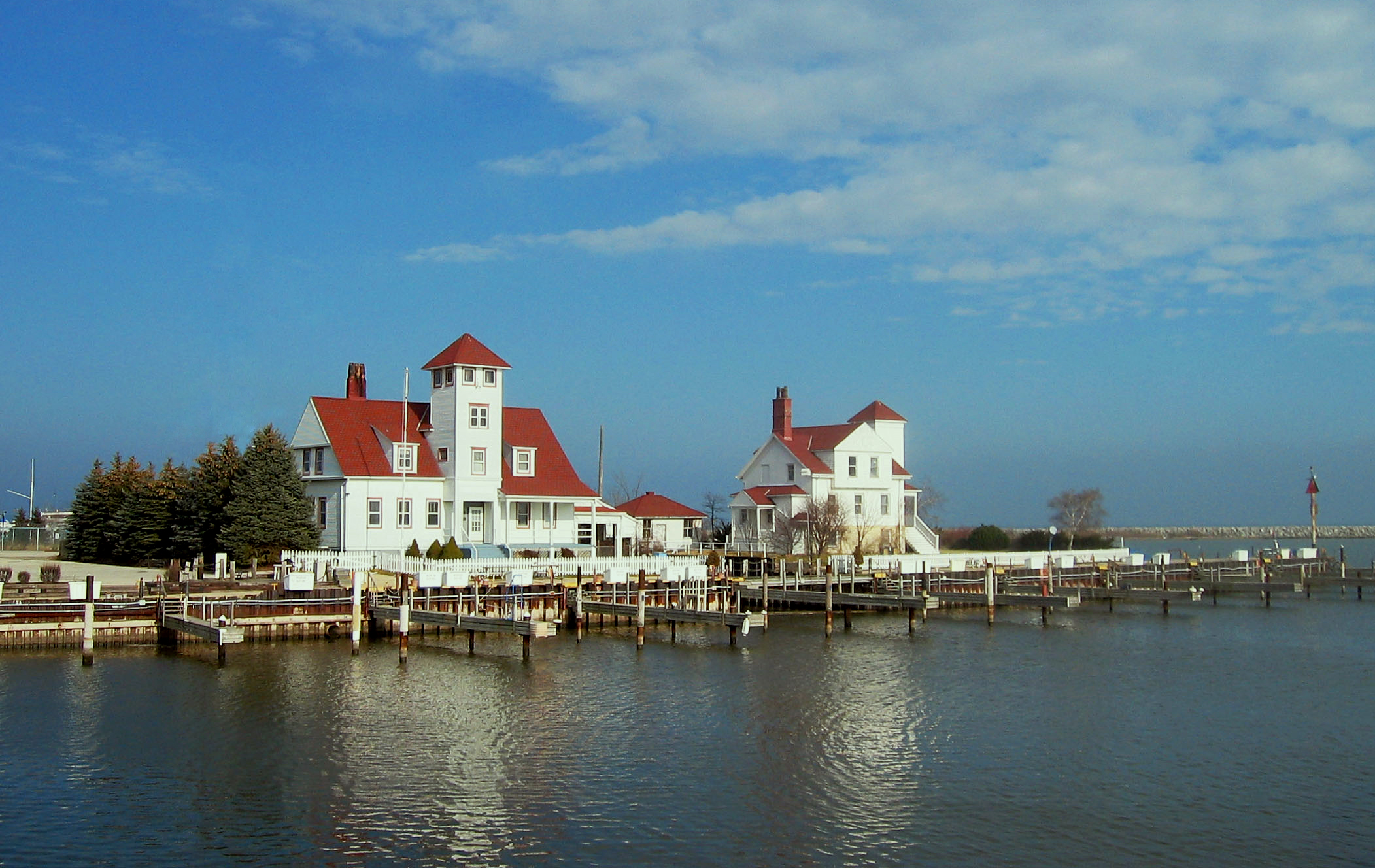
Mündung des Root River in den Michigansee

Nach der Volkszählung im Jahr 2010 lebten im Racine County 195.408 Menschen in 75.775 Haushalten. Die Bevölkerungsdichte betrug 226,4 Einwohner pro Quadratkilometer. In den 75.775 Haushalten lebten statistisch je 2,5 Personen.
Ethnisch betrachtet setzte sich die Bevölkerung zusammen aus 84,4 Prozent Weißen, 11,6 Prozent Afroamerikanern, 0,6 Prozent amerikanischen Ureinwohnern, 1,2 Prozent Asiaten, 0,1 Prozent Polynesiern sowie aus anderen ethnischen Gruppen; 2,2 Prozent stammten von zwei oder mehr Ethnien ab. Unabhängig von der ethnischen Zugehörigkeit waren 12,3 Prozent der Bevölkerung spanischer oder lateinamerikanischer Abstammung.
24,1 Prozent der Bevölkerung waren unter 18 Jahre alt, 61,6 Prozent waren zwischen 18 und 64 und 14,3 Prozent waren 65 Jahre oder älter. 50,4 Prozent der Bevölkerung waren weiblich.

Das jährliche Durchschnittseinkommen eines Haushalts lag bei 54.900 USD. Das Pro-Kopf-Einkommen betrug 27.292 USD. 12,6 Prozent der Einwohner lebten unterhalb der Armutsgrenze.

## Ortschaften im Racine County
Citys
- Burlington1
- Racine

Villages
| - Caledonia - Elmwood Park - Mount Pleasant | - North Bay - Rochester - Sturtevant | - Union Grove - Waterford - Wind Point |

Census-designated places (CDP)
| - Bohners Lake - Browns Lake - Eagle Lake | - Tichigan - Wind Lake |

Andere Unincorporated Communities
| - Beaumont - Buena Park - Caldwell - Cedar Park - Eagle Lake Manor | - Ives Grove - Kansasville - Kneeland - North Cape - Raymond | - Rosewood - Sylvania - Union Church - Yorkville |

1 – teilweise im Walworth County

## Gliederung
Das Racine County ist neben den zwei Citys und neun Villages in sechs Towns eingeteilt:
| Town               | Einwohner (2010) | FIPS     |
| ------------------ | ---------------- | -------- |
| Town of Burlington | 6502             | 55-11225 |
| Town of Dover      | 4051             | 55-20625 |
| Town of Norway     | 7948             | 55-58600 |
| Town of Raymond    | 3870             | 55-66375 |
| Town of Waterford  | 6344             | 55-83850 |
| Town of Yorkville  | 3071             | 55-89575 |